# Route nationale 16 (Grèce)
Pour les articles homonymes, voir Route nationale 16.
La route nationale 16 (grec moderne : Εθνική Οδός 16, Ethníki Odós 16) est une route nationale du nord de la Grèce. 

## Description
La route 16 relie Thessalonique à une grande partie de la péninsule de Chalcidique.
Elle a été construite en 1963 pour relier Thessalonique à Ierissós en passant par Arnéa.
La route part de Thessalonique de l'autoroute A2 en tant que « périphérique intérieur de Thessalonique » en direction sud-est autour de Thessalonique jusqu'à l'aéroport de Thessalonique. 
De là, elle s'oriente en direction sud-est vers l'intérieur de la Chalcidique et s'étend dans une direction ouest-est jusqu'à Stratóni sur la rive du golfe Strymonique.

## Tracé
| Km     | Agglomérations lieux | Carte interactive |
| ------ | -------------------- | ----------------- |
| 0 km   | Thessalonique        |                   |
| 8 km   | Kalamariá            |                   |
| 13 km  | Aéroport             |                   |
| 30 km  | Vasiliká             |                   |
| 42 km  | Galátista            |                   |
| 76 km  | Arnéa                |                   |
| 111 km | Stratóni             |                   |
| 113 km | Ierissós             |                   |
| 132 km | Ouranoúpoli          |                   |

## Galerie

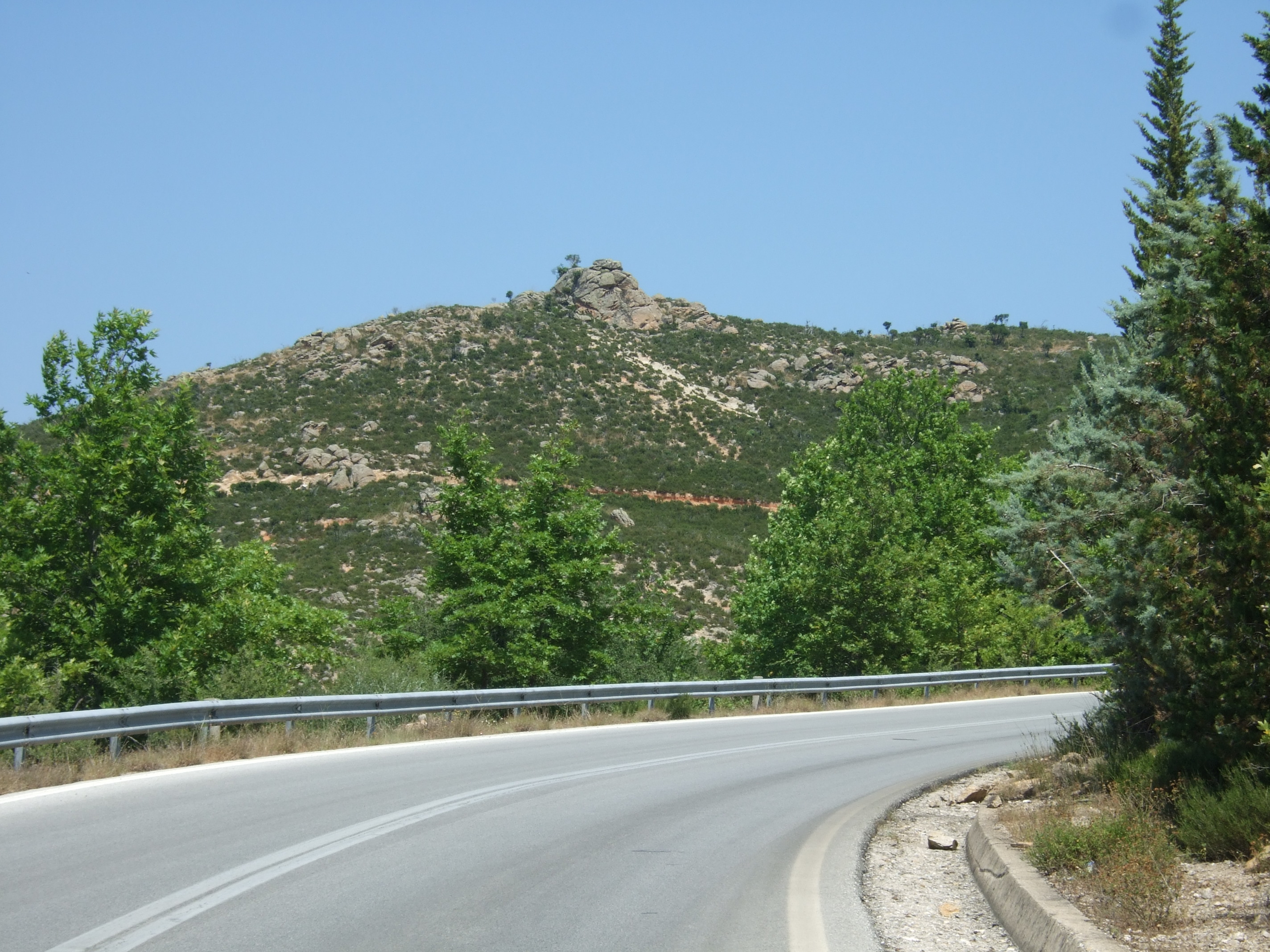
La route EO16 et la Cholomon (en).
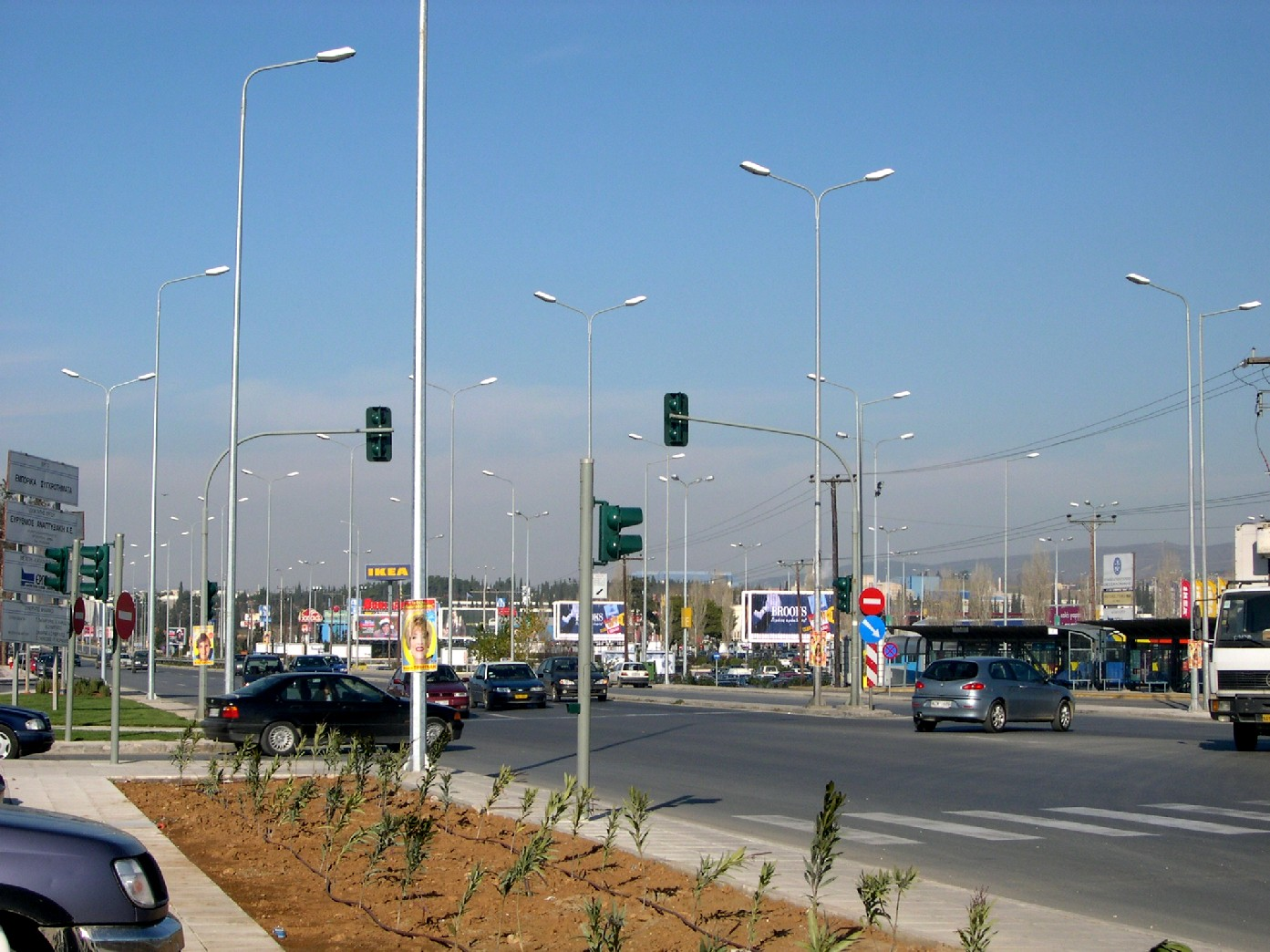
La route EO16 à Thessalonique.
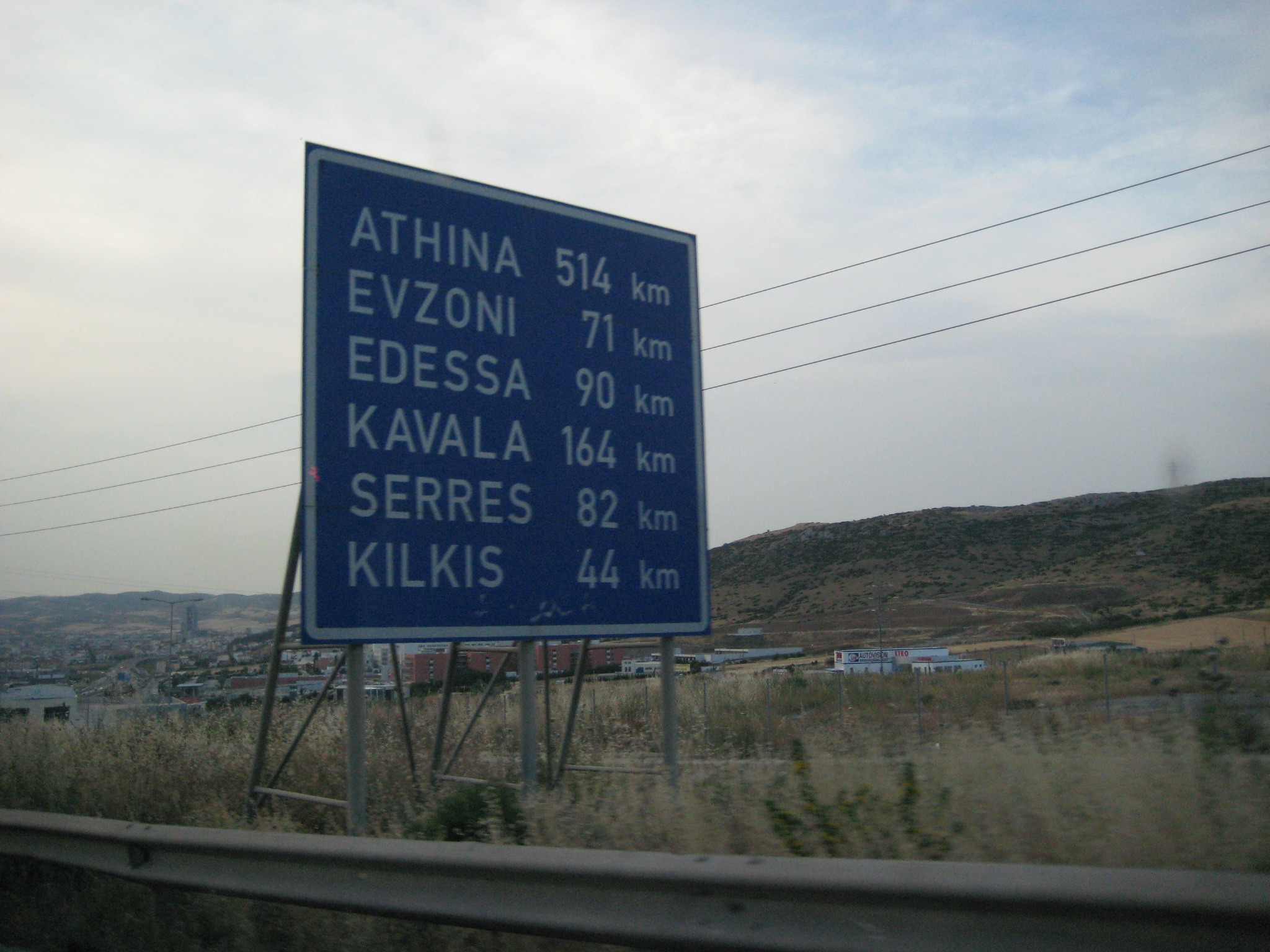
Panneau de la EO16.